# ヴァンデルソン・ド・カルモ
ヴァンデルソン (Wánderson) こと、フランシスコ・ヴァンデルソン・ド・カルモ・カルネイロ（Francisco Wanderson do Carmo Carneiro、1986年2月18日 - ）は、ブラジル・セアラー州フォルタレザ出身の元サッカー選手。現役時代のポジションはミッドフィールダー、フォワード。

## 経歴
2006年7月、フォルタレーザECと4年契約を結び、すぐにリヴェルACにレンタル移籍した。2007年、スウェーデンのGAISに移籍した。2009年にはリーグ戦で18得点を挙げトビアス・ヒーセンと共に得点王になった。2010年、サウジ・リーグのアル・アハリ・ジッダに移籍した。2011年、GAISに復帰。2012年、FCクラスノダールにレンタル移籍し、ユーラ・モフシシャンと共に得点王になると、翌2013年に完全移籍した。2017年6月14日、FCディナモ・モスクワに移籍。2018年1月31日、トルコのアランヤスポルに移籍した。2018年8月7日、ヘルシンボリIFに移籍した。2020年1月、現役引退を表明した。

## タイトル

### 個人
- アルスヴェンスカン得点王 : 2009
- ロシア・プレミアリーグ得点王 : 2012-13